# Gabriel Bergen
Gabriel Bergen, född den 6 juli 1982 i Dawson Creek i Kanada, är en kanadensisk roddare.
Han tog OS-silver i åtta med styrman i samband med de olympiska roddtävlingarna 2012 i London.